# 第51屆七大工業國組織會議
第51屆七國集團高峰會（英語：51st G7 summit）於2025年6月15日至17日在加拿大亞伯達省卡納納斯基斯舉行。這是自2002年第28屆G8峰會以來，第二次在卡納納斯基舉行的G7峰會，也是第七次在加拿大舉行的峰會。

## 主要與會者與受邀參與者

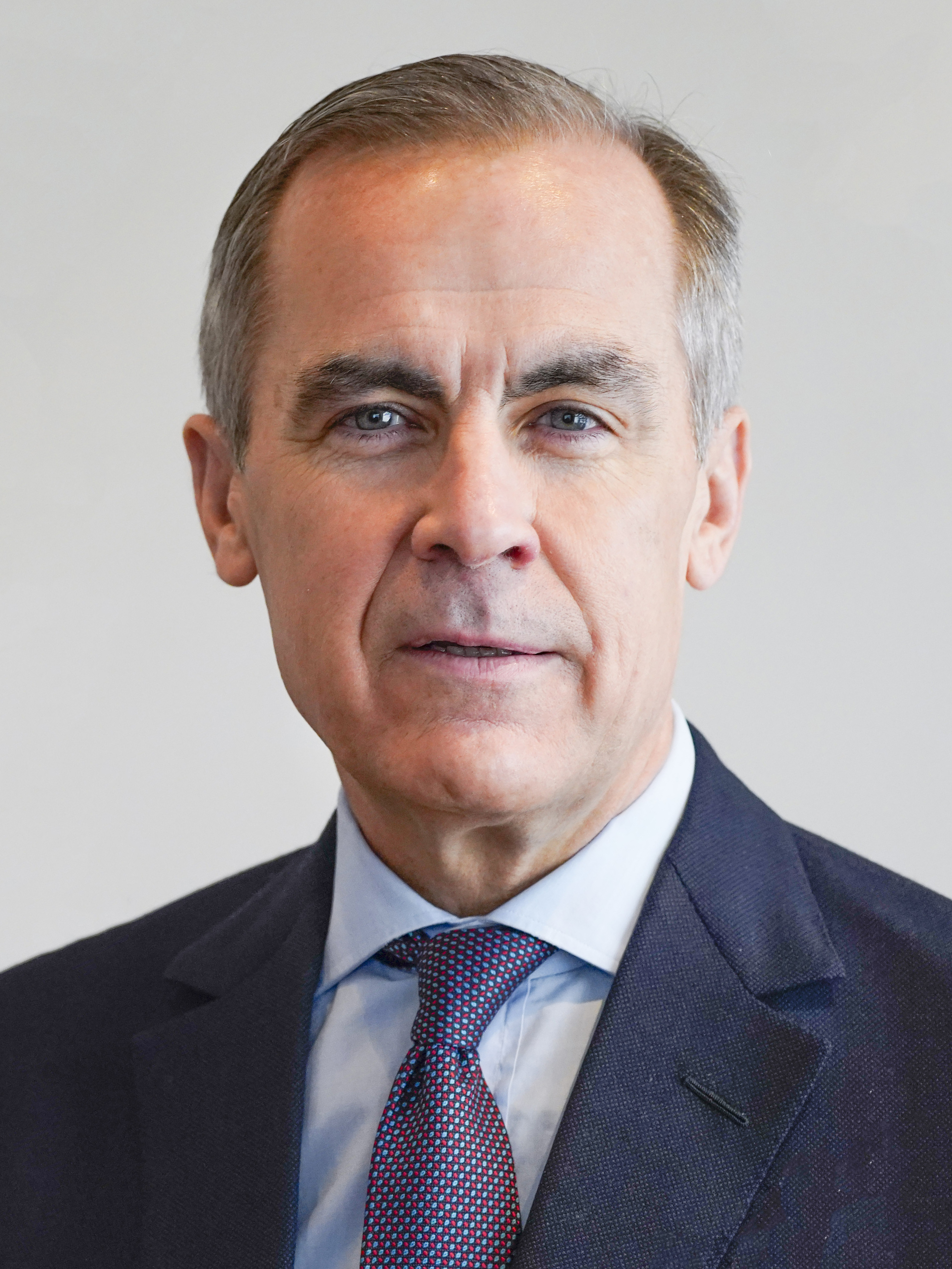
加拿大总理馬克·卡尼主持第51屆G7峰會。

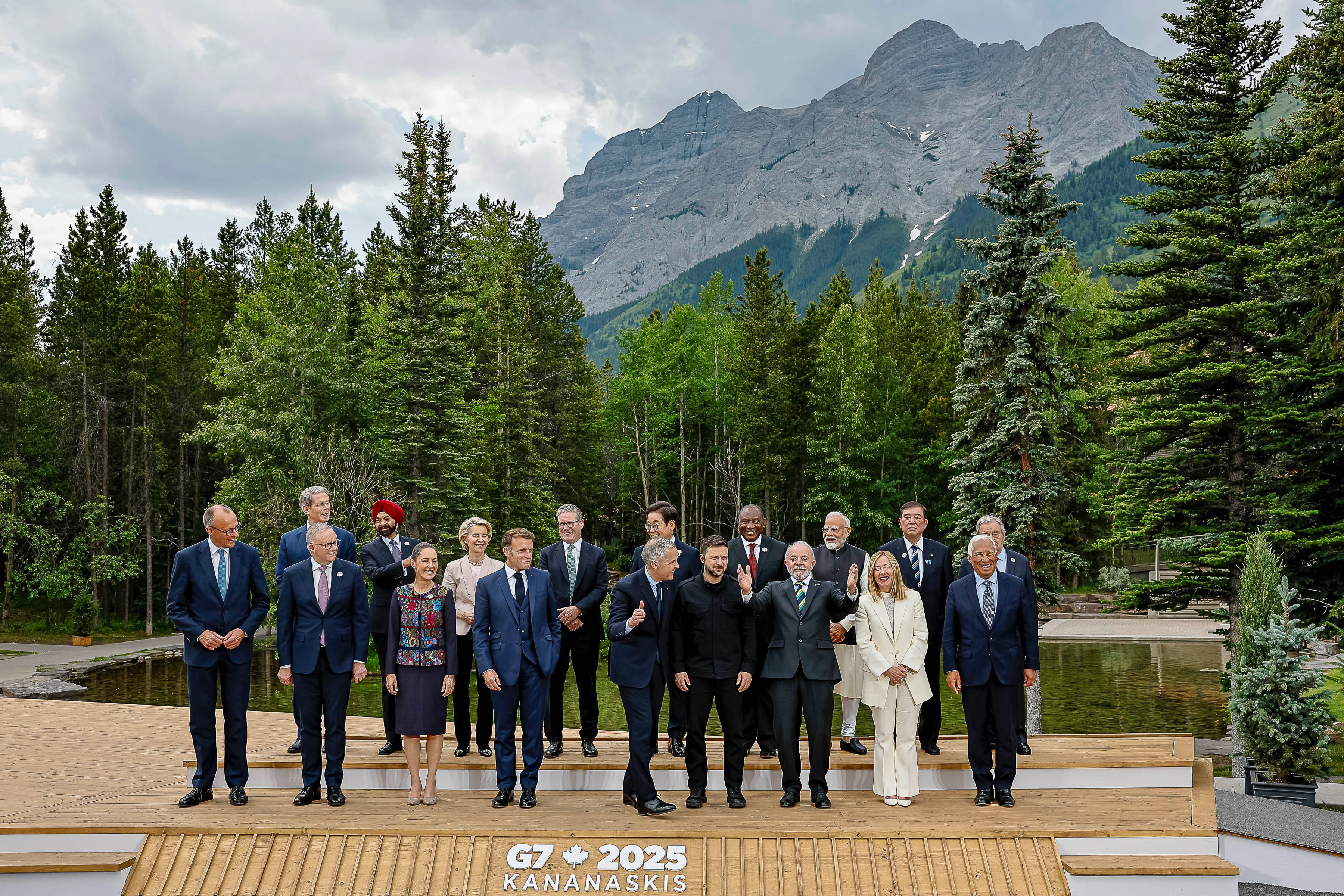
G7領導人與受邀國家領導人

2025年的峰會是英國首相基爾·斯塔默、加拿大總理馬克·卡尼、日本首相石破茂和德國總理弗里德里希·梅爾茨的首次峰會，也是美國總統唐納德·特朗普自2019年第45屆七國集團峰會以來的首次峰會。這次訪問是英國首相基爾·斯塔默、日本首相石破茂、德國總理弗里德里希·梅爾茨、澳大利亞總理安東尼·阿爾巴尼斯和韓國總統李在明首次對加拿大進行國際訪問，也是美國總統唐納德·特朗普第二次訪問加拿大，也是自2018年第44屆七國集團峰會以來的首次訪問。這是法國總統馬克宏和烏克蘭總統弗拉基米爾·澤連斯基第三次訪問加拿大。

### 成員國
| 國名全稱 | 國名全稱                   | 出席者            | 頭銜與職位 |
| -------- | -------------------------- | ----------------- | ---------- |
| 加拿大   | 加拿大                     | 馬克·卡尼         | 總理       |
| 法國     | 法蘭西共和國               | 埃马纽埃尔·马克龙 | 总统       |
| 德国     | 德意志聯邦共和國           | 弗里德里希·梅爾茨 | 總理       |
| 義大利   | 意大利共和國               | 喬治亞·梅洛尼     | 總理       |
| 日本     | 日本國                     | 石破茂            | 首相       |
| 英国     | 大不列顛及北愛爾蘭聯合王國 | 施凱爾            | 首相       |
| 美国     | 美利堅合眾國               | 唐納·川普         | 总统       |
| 欧洲联盟 | 欧洲联盟                   | 乌尔苏拉·冯德莱恩 | 委员会主席 |
| 欧洲联盟 | 欧洲联盟                   | 安東尼奧·柯斯塔   | 理事会主席 |

### 客席国
| 國名全稱 | 國名全稱       | 出席者                        | 頭銜與職位 |
| -------- | -------------- | ----------------------------- | ---------- |
| 澳大利亚 | 澳大利亚联邦   | 安东尼·阿尔巴尼斯             | 总理       |
| 巴西     | 巴西联邦共和国 | 路易斯·伊纳西奥·卢拉·达席尔瓦 | 总统       |
| 印度     | 印度共和国     | 纳伦德拉·莫迪                 | 总理       |
| 墨西哥   | 墨西哥合众国   | 克劳迪娅·辛鲍姆               | 总统       |
| 南非     | 南非共和国     | 西里尔·拉马福萨               | 总统       |
| 大韩民国 | 大韩民国       | 李在明                        | 总统       |
| 乌克兰   | 乌克兰         | 弗拉基米尔·泽连斯基           | 总统       |

### 国际组织
| 国际组织         | 国际组织         | 出席者            | 头衔与职位 |
| ---------------- | ---------------- | ----------------- | ---------- |
| 北大西洋公约组织 | 北大西洋公约组织 | 马克·吕特         | 秘书长     |
| 联合国           | 联合国           | 安东尼奥·古特雷斯 | 秘书长     |
|                  | 世界银行         | 彭安杰            | 行长       |

## 议程
加拿大總理辦公室宣布了以下议程：
| 日期          | 活動                   | 場地                     |
| ------------- | ---------------------- | ------------------------ |
| 3月12日至14日 | 外交部長會議           | 魁北克省, 沙勒瓦         |
| 5月20日至22日 | 財政部長及中央省長會議 | 艾伯塔省, 班夫           |
| 6月15日至17日 | 領袖峰會               | 艾伯塔省, 卡納納斯基斯村 |

### 外交部長會議（3月12日至14日）

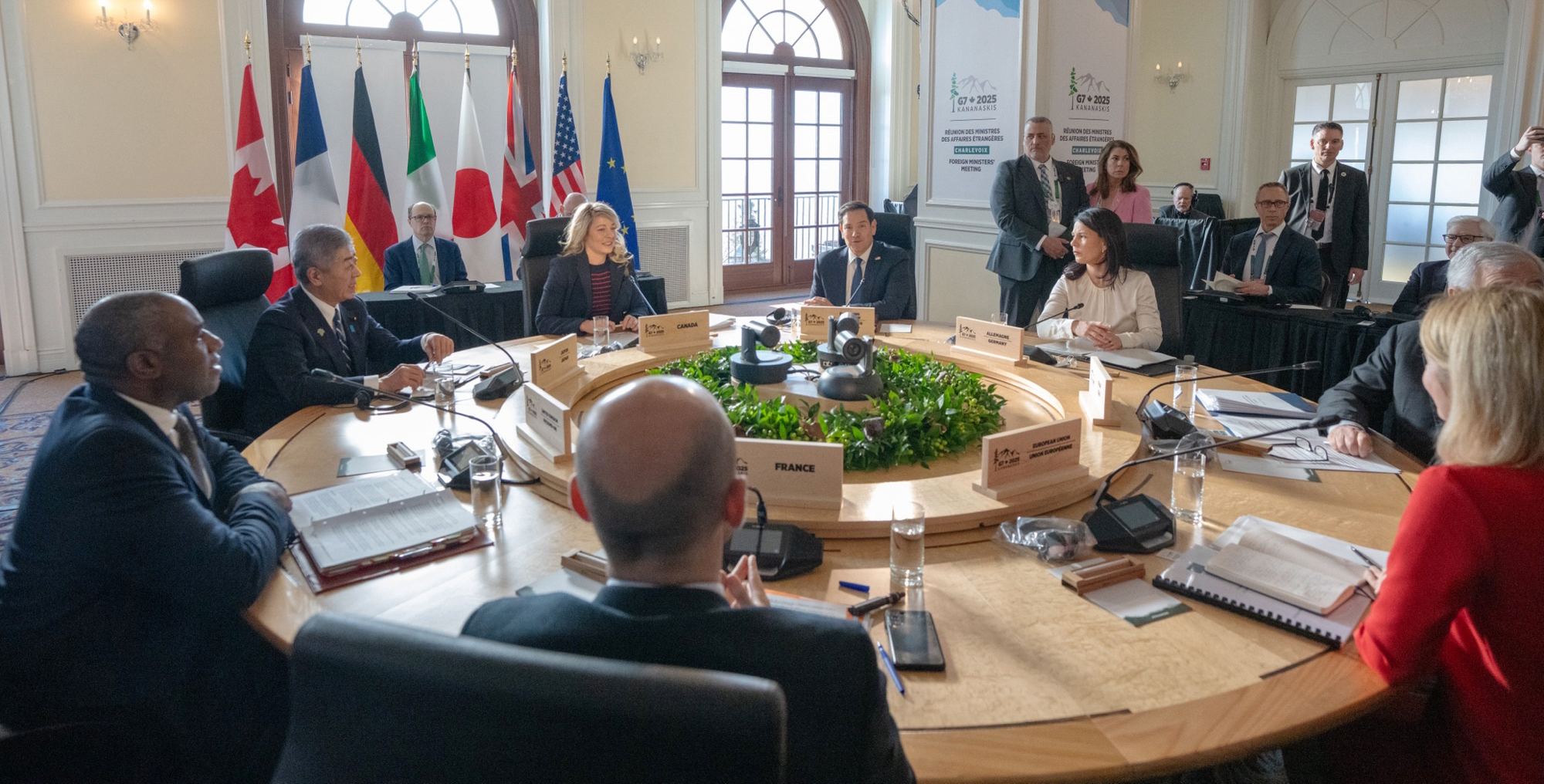
七國集團外交部長會議，2025年3月13日，沙勒瓦.

2025年3月12日至14日，七國集團外交部長在沙勒瓦舉行會議，就下列議題達成一致：
- 烏克蘭的長期繁榮與安全
- 中東地區的和平與穩定
- 加強印太地區安全和應變能力的合作
- 建造海地與委內瑞拉的穩定和應變能力
- 支持蘇丹和剛果民主共和國的持久和平
- 加強制裁並打擊混合戰爭和破壞活動

## 伊朗-以色列戰爭
戰爭爆發後，川普表示他需要離開，以便掌控美國對衝突的反應，這意味著他取消了一些與世界領導人的預定會晤。 
2025年6月16日，七國集團領導人在一份聲明中表示：“我們確認以色列有權自衛。我們重申對以色列安全的支持。伊朗是該地區不穩定和恐怖的主要根源。”

## 外部連結
- Official website